# Albac
Albac (allemand : Allenbach; hongrois : Fehérvölgy) est une commune située dans le județ d'Alba en Roumanie qui compte 2 089 habitants.
La commune est composée de seize villages: Albac, Bărăști, Budăiești, Cionești, Costești, Dealu Lămășoi, Deve, După Pleșe, Fața, Pleșești, Potionci, Rogoz, Roșești, Rusești, Sohodol et Tamborești.

## Démographie
Lors du recensement de 2011, 95,06 % de la population se déclarent roumains, 1,62 % roms (3,3 % ne déclarent pas d'appartenance ethnique).

## Politique
| Parti | Parti                                                 | Sièges |
| ----- | ----------------------------------------------------- | ------ |
|       | Parti national libéral (PNL)                          | 6      |
|       | Parti social-démocrate (PSD)                          | 3      |
|       | Parti de la Grande Roumanie (PRM)                     | 1      |
|       | Union nationale pour le progrès de la Roumanie (UNPR) | 1      |